# Daisy Millerová (film)
Daisy Millerová (org. Daisy Miller) je americký film režiséra Petera Bogdanoviche z roku 1974. Tento film vznikl na motivy stejnojmenné novely anglického spisovatele Henryho Jamese. V hlavní roli Cybill Shepherdová.

## Tvůrci
- Námět: Henry James novela Daisy Millerová
- Scénář: Henry James, Frederic Raphael
- Režie: Peter Bogdanovich
- Kamera: Albert Spagnoli
- Střih: Verna Fields
- Produkce: Peter Bogdanovich, Frank Marshall